# Perzikkruid
Perzikkruid (Persicaria maculosa, synoniem: Polygonum persicaria) is een algemeen voorkomende, eenjarige plant uit de duizendknoopfamilie (Polygonaceae).
Niet-correcte namen die in de literatuur voorkomen, zijn onder andere:
Persicaria persicaria, Persicaria ruderalis, Persicaria vulgaris, Polygonum dubium, Polygonum fusiforme, Polygonum minus, Polygonum puritanorum.
Volksnamen zijn onder andere roods, reds, smert, christusbloed en krödde (lees bij de laatste hoe de plant volgens de legende aan zijn vlekken is gekomen).
De plant komt in West-Europa algemeen voor op braakliggende gronden, in bermen langs wegen en oevers en in plantsoenen.
De tot 1 m hoge plant heeft groene, lancetvormige en gaafrandige bladeren met vaak een donkere, bruine tot zwarte vlek midden op het blad. Aan de voet van het blad bevindt zich een bruin tuitje, met korte haartjes bezet. Deze tuitjes (de ochrea) zijn rond de stengels vergroeide steunblaadjes (typisch voor de duizendknoopfamilie).
De rozerode bloemhoofdjes zijn in schijnaren gerangschikt en bloeien van juni tot in december. Ze hebben vijf kroonbladen, vijf tot acht, spiraalsgewijs staande meeldraden en twee stijlen.
De vrucht is een glanzend zwarte, 3 mm grote dopvrucht.

## Gebruik
De dopvruchten van deze plant wordt door vogelhouders verzameld, er zijn veel gekweekte vogelsoorten die dit lusten. Bij barmsijzen zou deze dopvruchten de rode kleur op borst en pet helpen behouden.
De etherische olie geeft een scherpe smaak aan de plant.

## Variëteiten
- Persicaria maculosa var. angustifolium Beckh.
- Persicaria maculosa var. ruderale (Salisb.) Meisn.

## Afbeeldingen

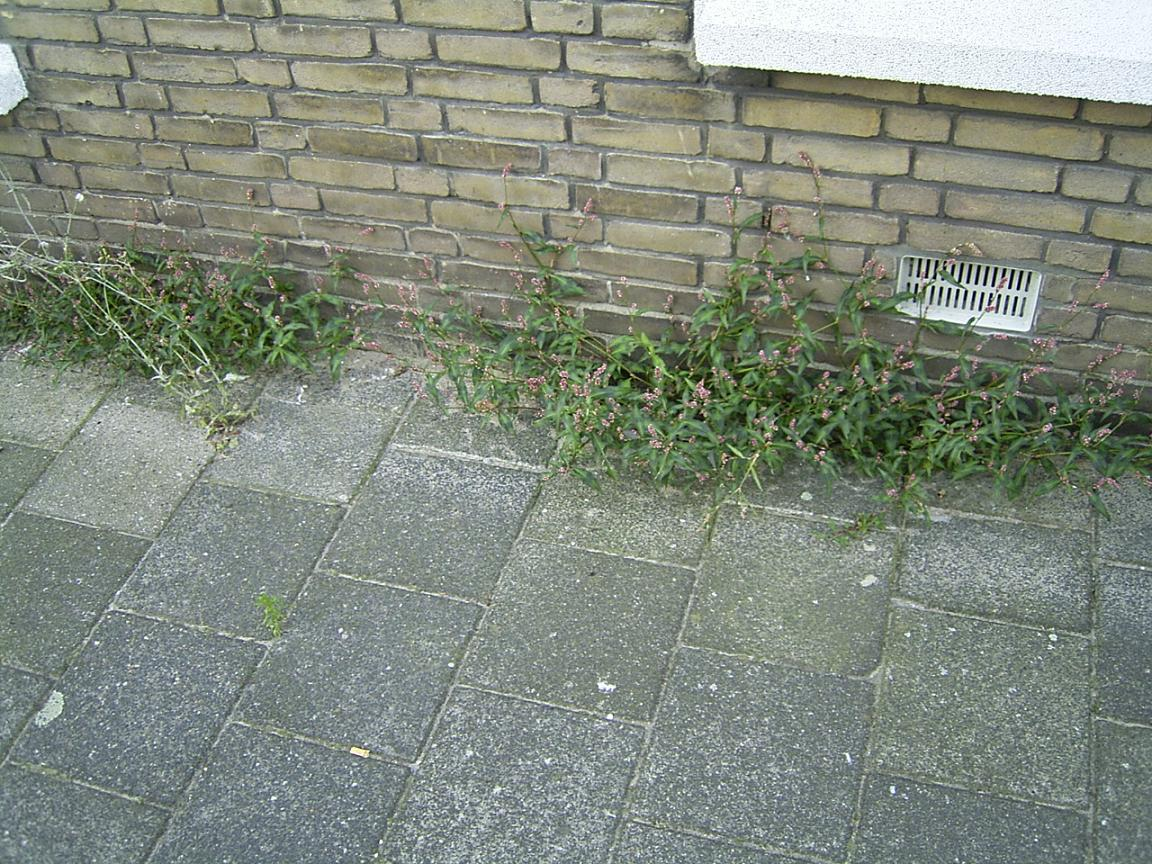
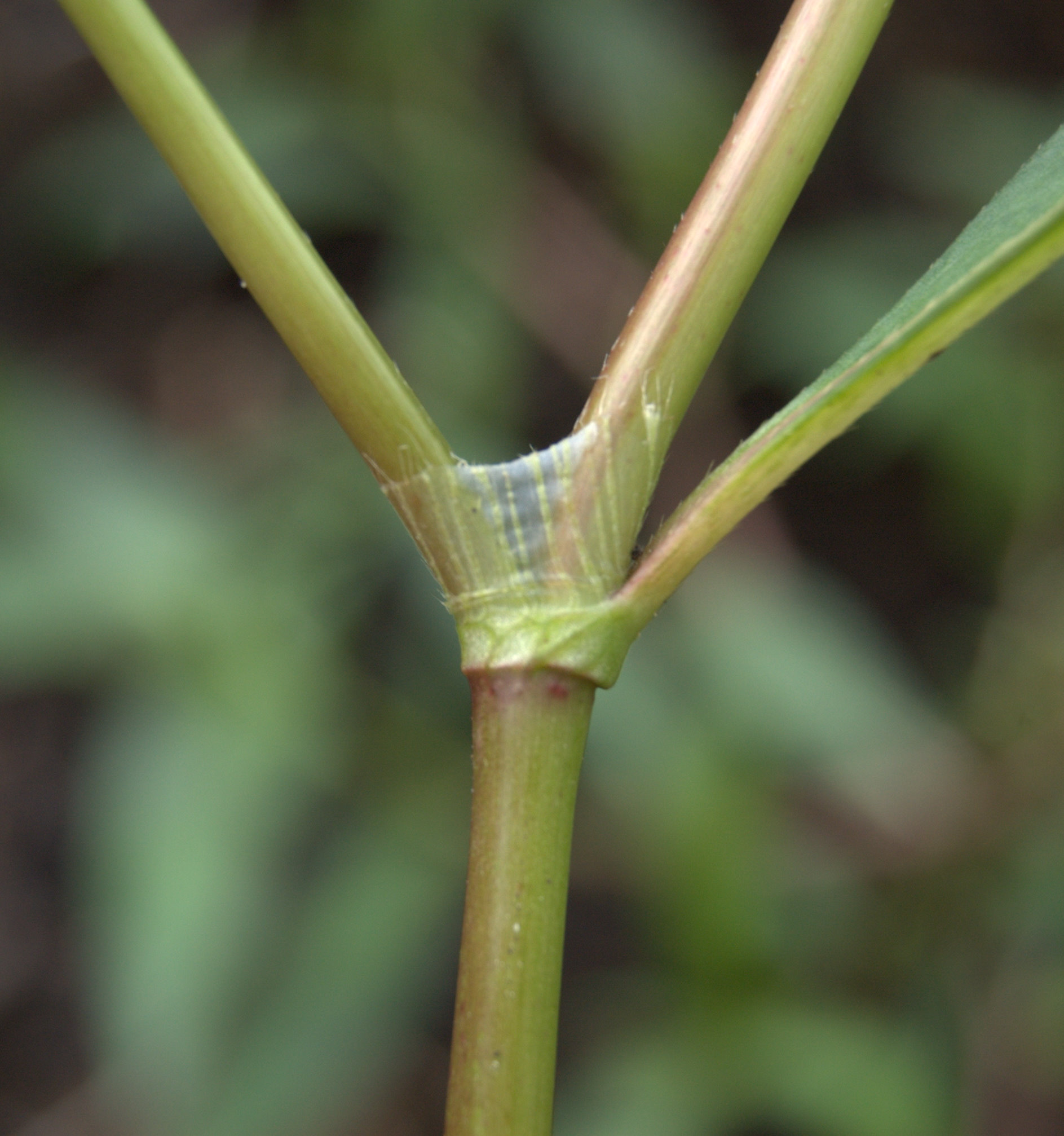
Tuitje
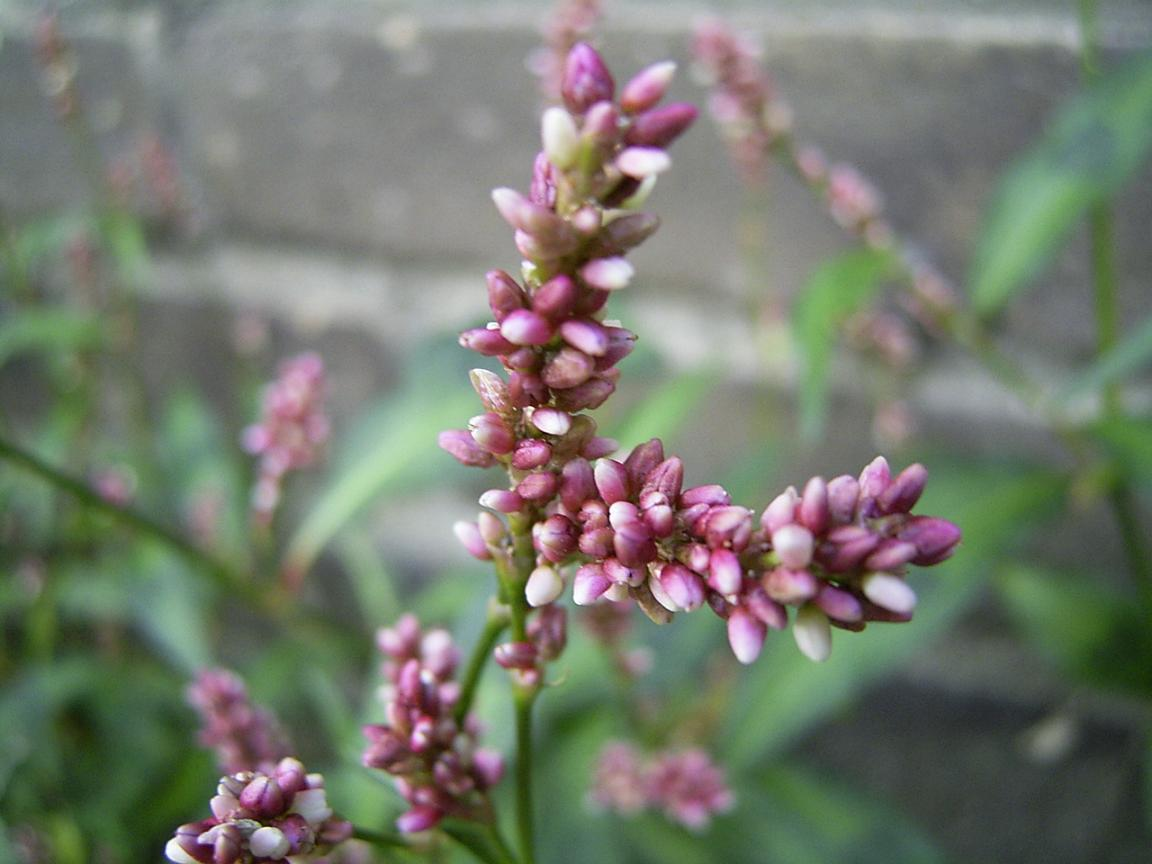
bloeiwijze
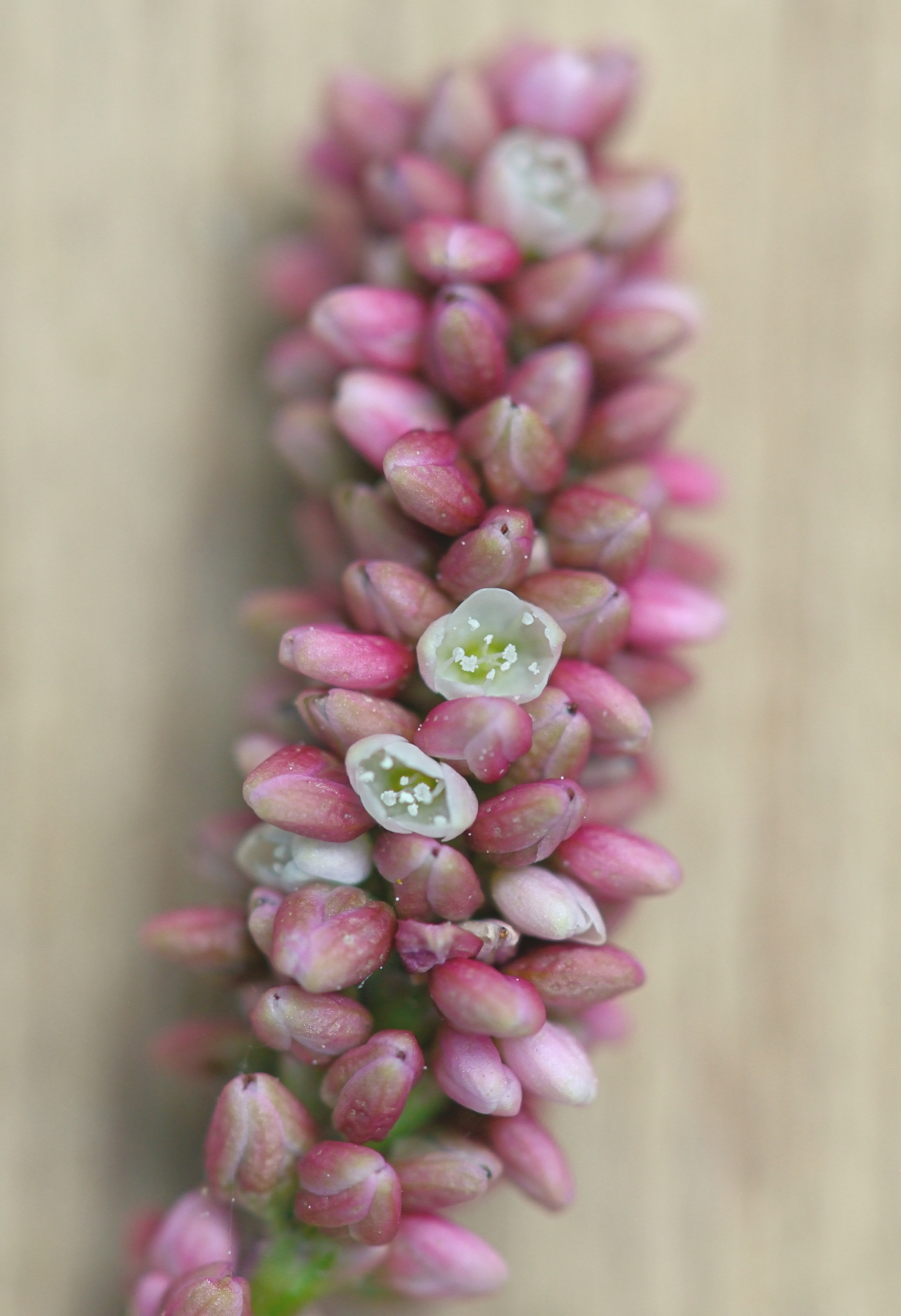
bloempjes
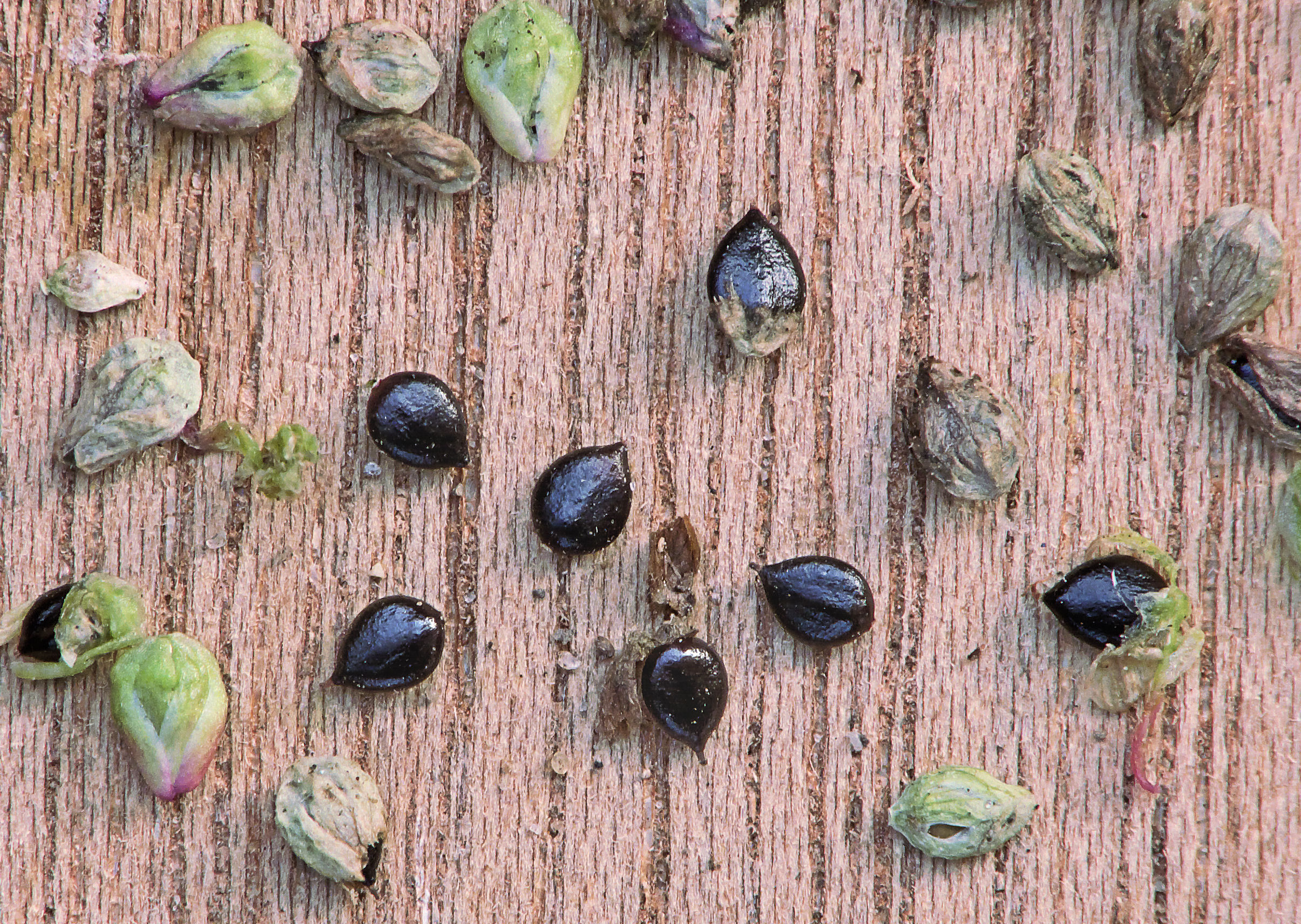
Dopvruchten (3 mm lang)